# 里特夫莱自然保护区
里特夫莱自然保护区（Rietvlei Nature Reserve）是位于南非豪登省比勒陀利亞東南方的一個自然保護區，面积约为40平方公里。里特弗莱大坝位於保護區內。